# Dunărea Galați în sezonul 1981-1982
Sezonul 1981-1982  este sezonul în care echipa gălățeană a retrogradat adică 1980-1981, marea majoritate a jucătorilor își caută alte echipe fiind supărați, dezamăgiți de retrogradare! dar chiar și așa are pe cine să se bazeze antrenorii Leonida Antohi și Adrian Neagu, în orice caz în special pe jucătorii locali dar și câțiva jucători aduși din alte zone ale țării, deci speranța nu moare ultima așadar, promovarea întradevăr nu va veni imediat în 1982-1983 dar cu certitudine echipa va promova în 1983-1984. Este ultima dată când se va numi echipa FCM Galați, sezonul următor va purta numele de Dunărea CSU Galați în urma unirii cu CSU Galați.

## Echipă
| Nr. |         | Poziție | Jucător           |
| --- | ------- | ------- | ----------------- |
| -   | România | P       | Vasile Oană       |
| -   | România | F       | Gelu Popescu      |
| -   | România | F       | Mihai Bejenaru    |
| -   | România | F       | Marian Dumitru    |
| -   | România | F       | Viorel Pisău      |
| -   | România | F       | Gheorghe Ichim    |
| -   | România | F       | Gheorghe Negoiță  |
| -   | România | F       | Constantin Stroe  |
| -   | România | M       | Marius Stan       |
| -   | România | M       | Cristian Rusu     |
| -   | România | M       | Ovidiu Rusu       |
| -   | România | M       | Bella Korteszy    |
| -   | România | M       | Emil Szikler      |
| -   | România | M       | Radu Moțoc        |
| -   | România | M       | Adrian Comșa      |
| -   | România | M       | Nicolae Pascu     |
| -   | România | M       | Dumitru Manolache |
| -   | România | M       | Dima Tararache    |
| -   | România | M       | Mihăiță Hanghiuc  |
| -   | România | M       | Ion Profir        |
| -   | România | A       | Ion Diaconescu    |
| -   | România | A       | Nicușor Glonț     |
| -   | România | A       | Constantin Lala   |
| -   | România | A       | Sorin Balaban     |
| -   | România | A       | Viorel Popoacă    |

## Transferuri

### Sosiri
| Post | Jucător       | De la echipa          | Suma de transfer  | Dată |  | ---- |
| ---- | ------------- | --------------------- | ----------------- | ---- |  | ---- |
| A    | Nicușor Glonț | FC Național București | liber de contract | -    |  |      |
| M    | Marius Stan   | CSU Galați            | liber de contract | -    |  |      |

### Plecări
| Post | Jucător           | De la echipa          | Suma de transfer  | Dată |  | ---- |
| ---- | ----------------- | --------------------- | ----------------- | ---- |  | ---- |
| M    | Ion Profir        | Victoria Tecuci       | liber de contract | -    |  |      |
| F    | Gelu Popescu      | Siderurgistul Galați  | liber de contract | -    |  |      |
| M    | Nicolae Burcea    | CS Botoșani           | liber de contract | -    |  |      |
| A    | Constantin Zamfir | FC Național București | liber de contract | -    |  |      |
| F    | Nicușor Vlad      | Dinamo București      | liber de contract | -    |  |      |
| M    | Mihail Majearu    | Steaua București      | liber de contract | -    |  |      |
| M    | Costel Orac       | Dinamo București      | liber de contract | -    |  |      |
| A    | Dan Radu          | Metalosport Galați    | liber de contract | -    |  |      |
| M    | Mihăiță Hanghiuc  | Siderurgistul Galați  | liber de contract | -    |  |      |

Clasamentul după 34 de etape se prezintă astfel:

## Seria II

### Rezultate
| Victorii | Egaluri | Înfrângeri | Cea mai mare victorie | Cea mai mare înfrangere |

### Sezon intern
| 1 | Gloria Bistrița | FCM Galați      |  |  |
| 2 | FCM Galați      | Gloria Bistrița |  |  |